# جزيرة بارانغاتان الكبرى
جزيرة بارانغاتان الكبرى وهي جزيرة من جزر إندونيسيا، وتقع مقاطعة كوتاي كارتانيغارا في إقليم كالمنتان الشرقية في إندونيسيا.